# (1748) Mauderli
De planetoïde (1748) Mauderli, reeds ontdekt in 1922, werd op 7 september 1966 opnieuw aan het licht gebracht door de Zwitserse astronoom Paul Wild. Deze planetoïde heeft een halve grote as van 3,85 AE en bevindt zich in de asteroïdengordel tussen Mars en Jupiter. Veel is van dit hemellichaam niet bekend, behalve dat het een periheliumargument van 198,522° en een gemiddelde anomalie van 216,818° heeft.
De planetoïde is vernoemd naar de Zwitserse astronoom Sigmund Mauderli (1876-1962).